# Heliosia transitana
Heliosia transitana là một loài bướm đêm thuộc phân họ Arctiinae, họ Erebidae.